# روحانی (اسلام)
روحانی در اسلام به کسانی گفته می‌شود که تحصیل کرده حوزه علمیه و ملبس به لباس روحانیت هستند.
همچنین به کسانی که در حوزه‌های علمیه به تحصیل علوم اسلامی مشغول هستند طلبه هم گفته می‌شود. گاهی دو عنوان روحانی و طلبه به صورت همزمان بر یک نفر صدق می‌کند.
کاربرد واژه طلبه، معادل کاربرد واژه‌های دانش آموز یا دانشجو در مدارس و دانشگاه‌ها است. اگر چه این واژه در زبان عربی جمع واژهٔ طالب می‌باشد، ولی در زبان فارسی به صورت مفرد به‌کار رفته و آن را به صورت طُلّاب جمع می‌بندند.

## روحانیت در مذهب شیعه
به روحانیان شیعه، آخوند، ملّا، شیخ، حجت‌الاسلام و المسلمین و در مراتب بالاتر، آیت‌الله و آیت‌الله‌العظمی گفته می‌شود. آموزش و هدایت روحانیان و عالمان دین، دارای اهمیت زیادی است. غالباً شکل‌گیری روحانیت در تشیع دوازده‌امامی را به عصر گزینش وکیل از سوی امام دهم شیعه به بعد، تحلیل می‌کنند.

### لباس طلاب و روحانیون

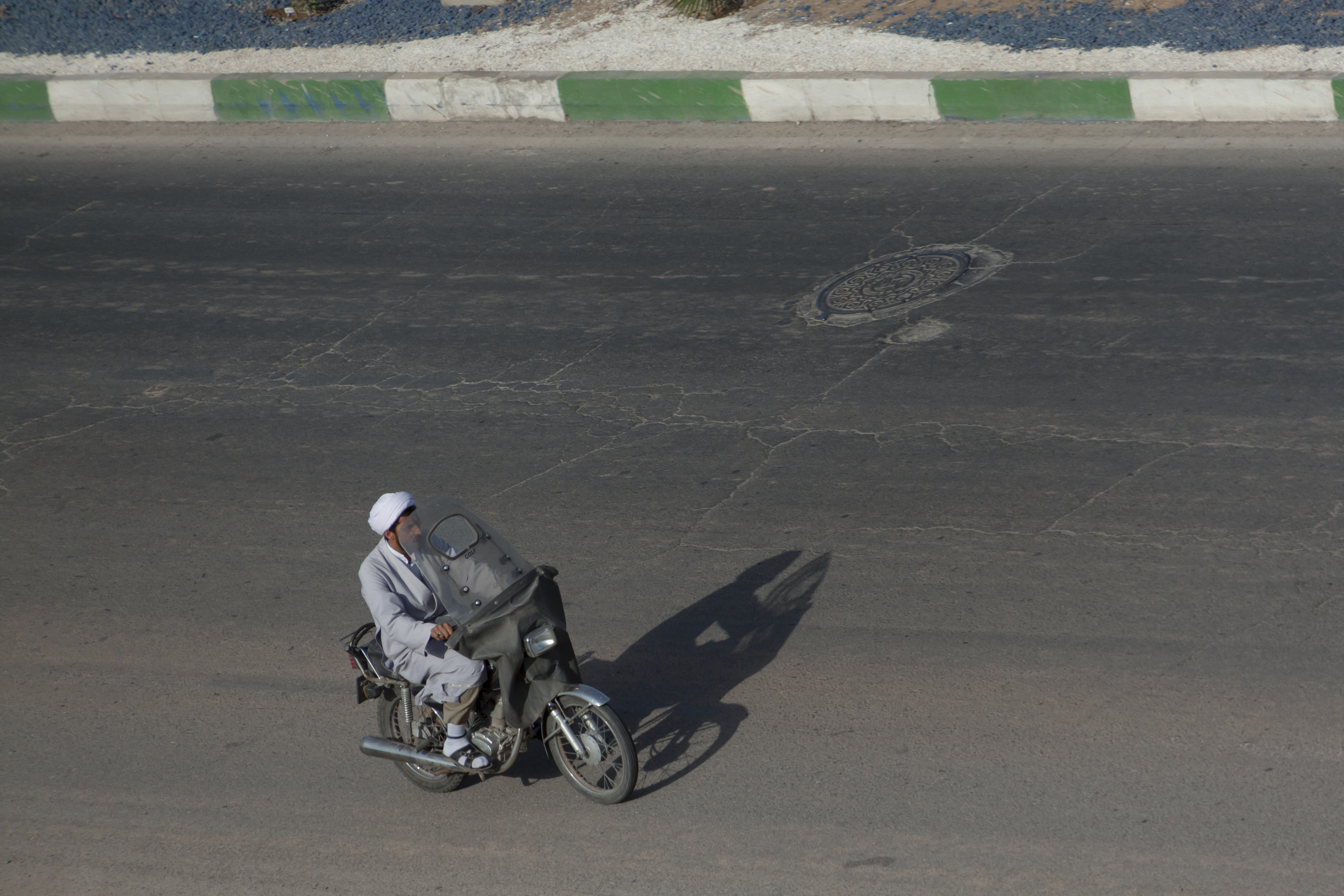
یک روحانی در قم سوار بر موتورسیکلت

به‌طور کلی طلاب و روحانیون دارای پوشش مخصوصی نبوده‌اند. تا اواخر دوره قاجاریه با ورود مدرنیته به ایران و فرنگی شدن لباس عموم مردم ایران لباس پیشین مردم که تقریباً شبیه به همین لباس ویژه روحانیت می‌باشد از بین رفت و لباس روحانیون خاص شد و به چشم آمد. 
جهانگیرخان قشقایی هیچ‌وقت لباس طلبگی نپوشید. همیشه با همان پالتو پوستی که داشت و ریش و موهای کمی بلند ظاهر می‌شد. فقط هنگام نماز جماعت شال کمرش را باز می‌کرد و به سر می‌بست. شاگرد وی، رحیم ارباب نیز به پیروی او هیچگاه معمّم نشد. جهانگیرخان در پاسخ فردی که پرسیده بود: "آقا شما که در سلک روحانیت هستید، عمامه ندارید؟ اگر خدا در روز قیامت از شما بپرسد که چرا این کار را نکردید؟" پاسخ داده بود: "اگر می‌گذاشتم و خدا از من می‌پرسید چه تناسبی با این لباس داشتی، آن وقت نمی‌دانستم چه جواب دهم!"

### شرایط کنونی
پس از انقلاب اسلامی ایران که نظام آموزشی طلاب و روحانیون سامان یافت، برای استفاده از لباس ویژه روحانیت مقررات خاصی وضع شد؛ از جمله این که:
- طلاب خواستار پوشیدن لباس روحانیت باید برای اخذ مجوز تلبس، حداقل پنج پایه را در دوره بلند مدت و ۲۰۲ واحد را در دوره کوتاه مدت تمام کنند.
- طلاب خواستار پوشیدن لباس روحانیت باید مورد گزینش عقیدتی و اخلاقی از سوی امور صیانتی حوزه قرار بگیرند و در دوره کارگاه تلبس شرکت کرده و در مصاحبه علمی-تربیتی و روانشناختی حوزه قبول شوند.
- طلاب مجاز به پوشیدن لباس روحانیت ملزم به رعایت نکات اخلاقی هستند واگر از یک سری قوانین تخطی کنند طبق قانون حق پوشیدن لباس روحانیت را ندارند. طلاب مدرسه باقریه مشهد-در حدود سال ۱۳۰۶ ه‍.ش

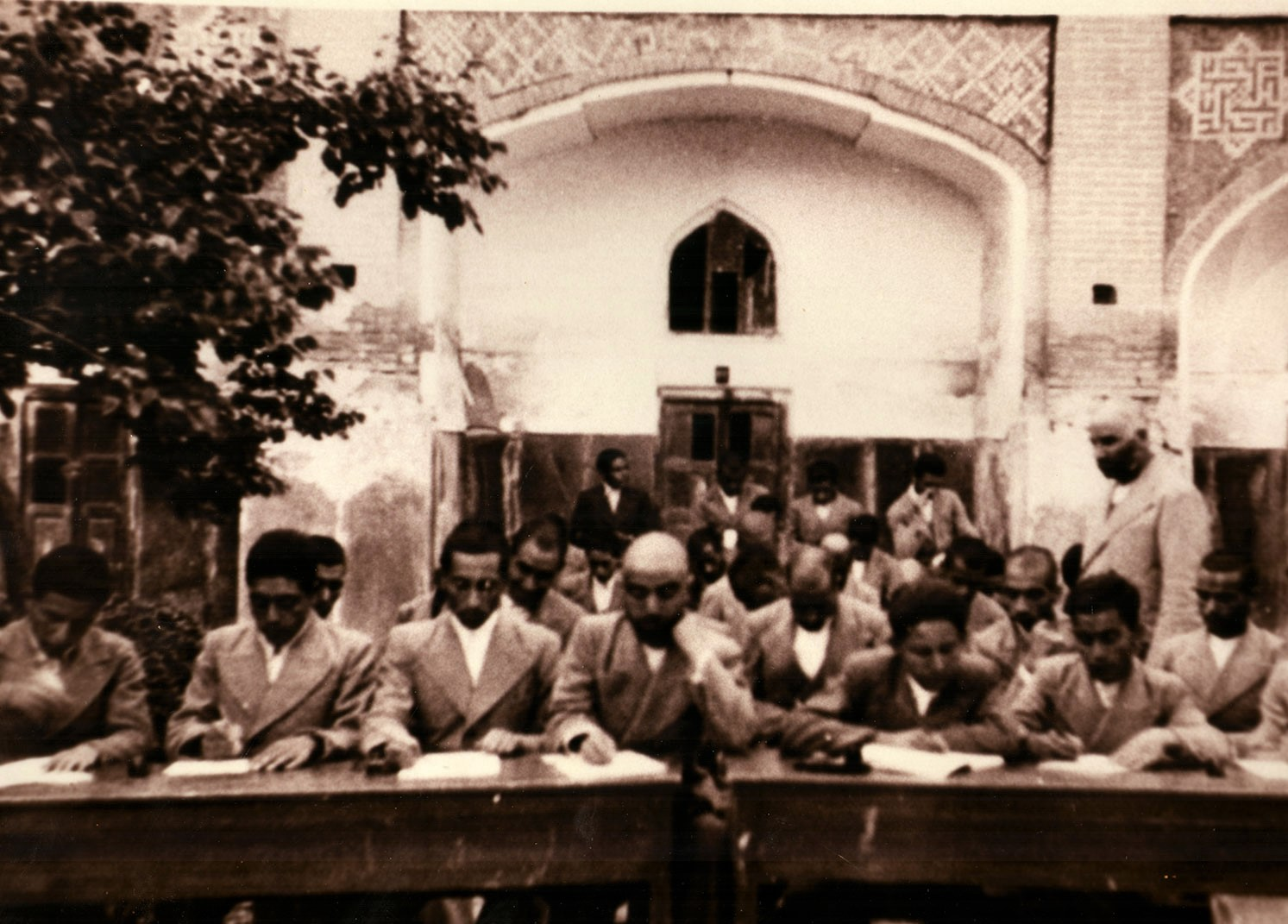
طلاب مدرسه باقریه مشهد-در حدود سال ۱۳۰۶ ه‍.ش

- طلاب و روحانیون اجباری به پوشیدن لباس روحانیت ندارند، اما در مقابل، حق اخذ مدارک سطح سوم و چهارم تحصیلات حوزوی (کارشناسی ارشد و دکترا) و حق استفاده کامل از شهریه (کمک هزینه تحصیل و زندگی) منوط به داشتن حکم تلبس دائم به لباس روحانیت است.[نیازمند منبع]

### نقش‌آفرینی اجتماعی
در سدهٔ بیستم، دو انقلابِ مهم در ایران روی داد که نقش روحانیت شیعه در هریک گوناگون بوده‌است؛ انقلابِ مشروطه و انقلابِ ۱۹۷۹م که «اسلامی» نامیده می‌شود. انقلاب مشروطه نخست شاهدِ برآمدن روشنفکران مدرن بود که از ایدئولوژی‌های ناسیونالیسم، لیبرالیسم و سوسیالیسم تأثیر می‌گرفتند، قانون اساسی کاملاً غیردینی مدوّن کردند و به نوسازی جامعهٔ خود امیدوار بودند و پرداختند. امّا در انقلابِ دوّم، علمای سنّتی (روحانیت شیعه) فعالیت کردند که بنا به دیدگاه یرواند آبراهامیان از «دورانِ طلایی اسلام الهام می‌گرفتند. پیروزیِ خود را با طرح و تدوین یک قانون اساسی کاملاً دینی تضمین نمودند، قوانین شرعی را جایگزین دادگاه‌های موجود کردند و مفاهیمِ غربی همچون دموکراسی را مفاهیمی الحادی دانستند و موردِ انتقاد قرار دادند.»

### فرصت‌های شغلی
به صورت کلی فرصت‌های شغلی طلاب و روحانیون به سه دستهٔ علمی، تبلیغی و حقوقی تقسیم می‌شود.
| از جمله فرصت‌های شغلی طلاب و روحانیون                                                   |
| -------------------------------------------------------------------------------------- |
| مشاغل علمی مثل :                                                                       |
| تدریس و تحقیق با محوریت علوم اسلامی در حوزه و دانشگاه                                  |
| مشاغل تبلیغی مثل :                                                                     |
| تدریس دروس عمومی معارف در مقاطع کاردانی و کارشناسی در کلیهٔ دانشگاه‌های دولتی و غیردولتی |
| تبلیغ سنتی به صورت موقت در ایام خاص مثل: ماه رمضان، دهه اول ماه محرم، ایام فاطمیه و…   |
| تدریس دروس عمومی معارف و زبان عربی در مدارس راهنمایی و دبیرستان دولتی و غیردولتی       |
| مسئولیت عقیدتی سیاسی نیروهای مسلح (نیروی انتظامی، ارتش و سپاه)                         |
| مسئولیت فرهنگی، اسلامی در نهادها و سازمان‌های دولتی و غیردولتی                          |
| رایزنی فرهنگی در سفارتخانه‌های جمهوری اسلامی ایران                                      |
| فعالیت فرهنگی در سازمان فرهنگ و ارتباطات اسلامی                                        |
| فعالیت فرهنگی در وزارت فرهنگ وارشاد اسلامی                                             |
| فعالیت فرهنگی در سازمان تبلیغات اسلامی                                                 |
| فعالیت فرهنگی در دفتر تبلیغات اسلامی                                                   |
| فعالیت فرهنگی در سازمان صداوسیما                                                       |
| امامت جمعه و جماعت                                                                     |
| مشاغل حقوقی مثل :                                                                      |
| قضاوت                                                                                  |
| وکالت                                                                                  |
| سردفتری                                                                                |
| مشاوره و کارشناسی حقوقی                                                                |

## روحانیت در مذهباهل سنت
به روحانیان سنّی، ماموستا و در مراتب بالا، مولوی و در مراتب بالاتر، مولانا خطاب می‌شوند. ماموستا، واژه‌ای کُردی و به معنای استاد و معلم است که در مناطق کردنشین، به عالمان دینی اطلاق می‌شود. واژه مولوی، از اضافه شدن «ی» به کلمه «مولا»، تشکیل شده‌است. این اصطلاح، در بخش‌های شرقی ایران و نیز کشورهای شرق ایران، برای کسانی که در علوم دینی، به درجات بالا رسیده‌اند، استفاده می‌شود. مولانا به معنای بزرگ و سرور ما، می‌باشد که بیشتر برای افراد فاضل و بزرگ‌مرتبه به کار می‌برند. رتبه مولانا، از مولوی بالاتر است.

## نگارخانه

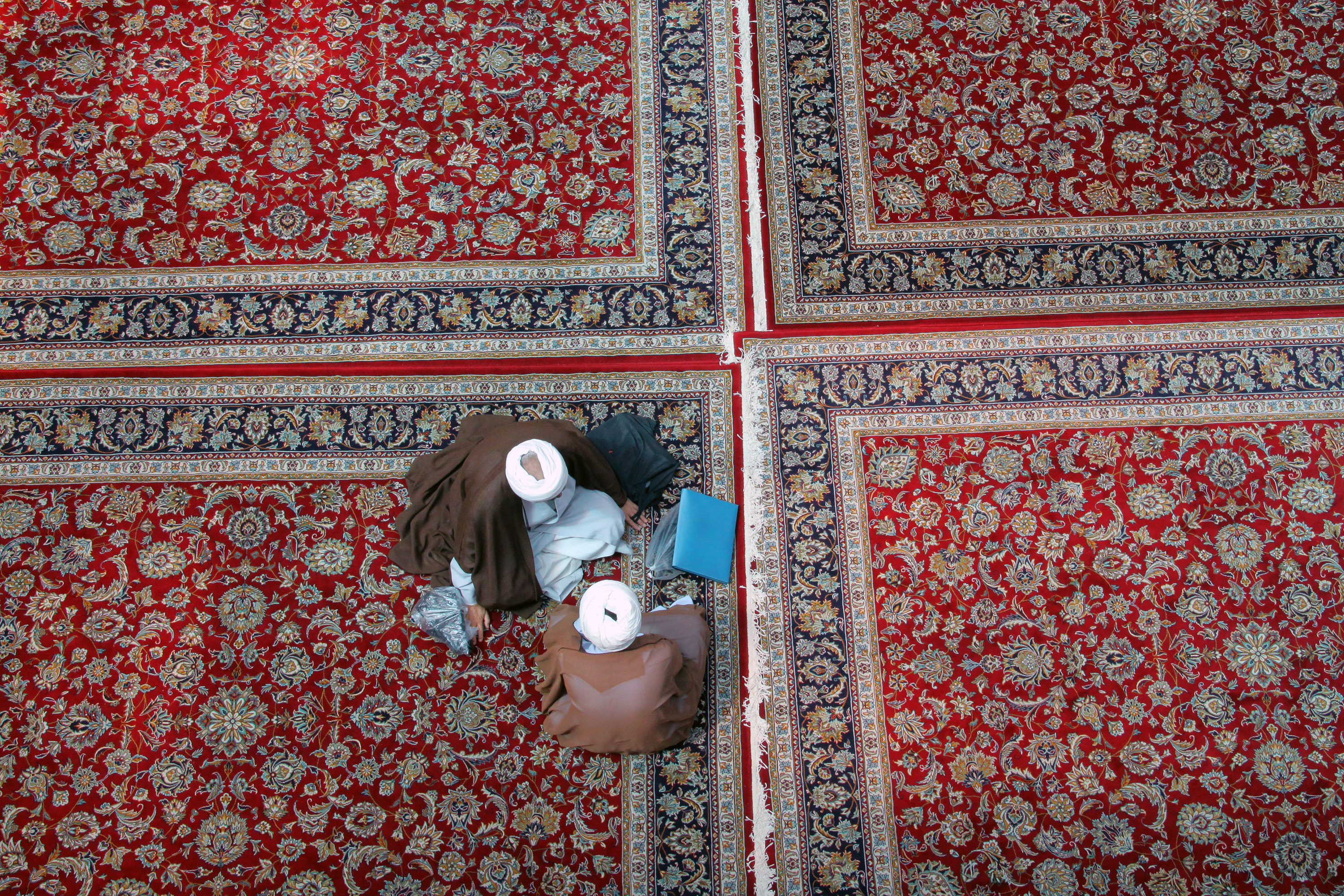
طلبه‌های مدرسه خان در قم
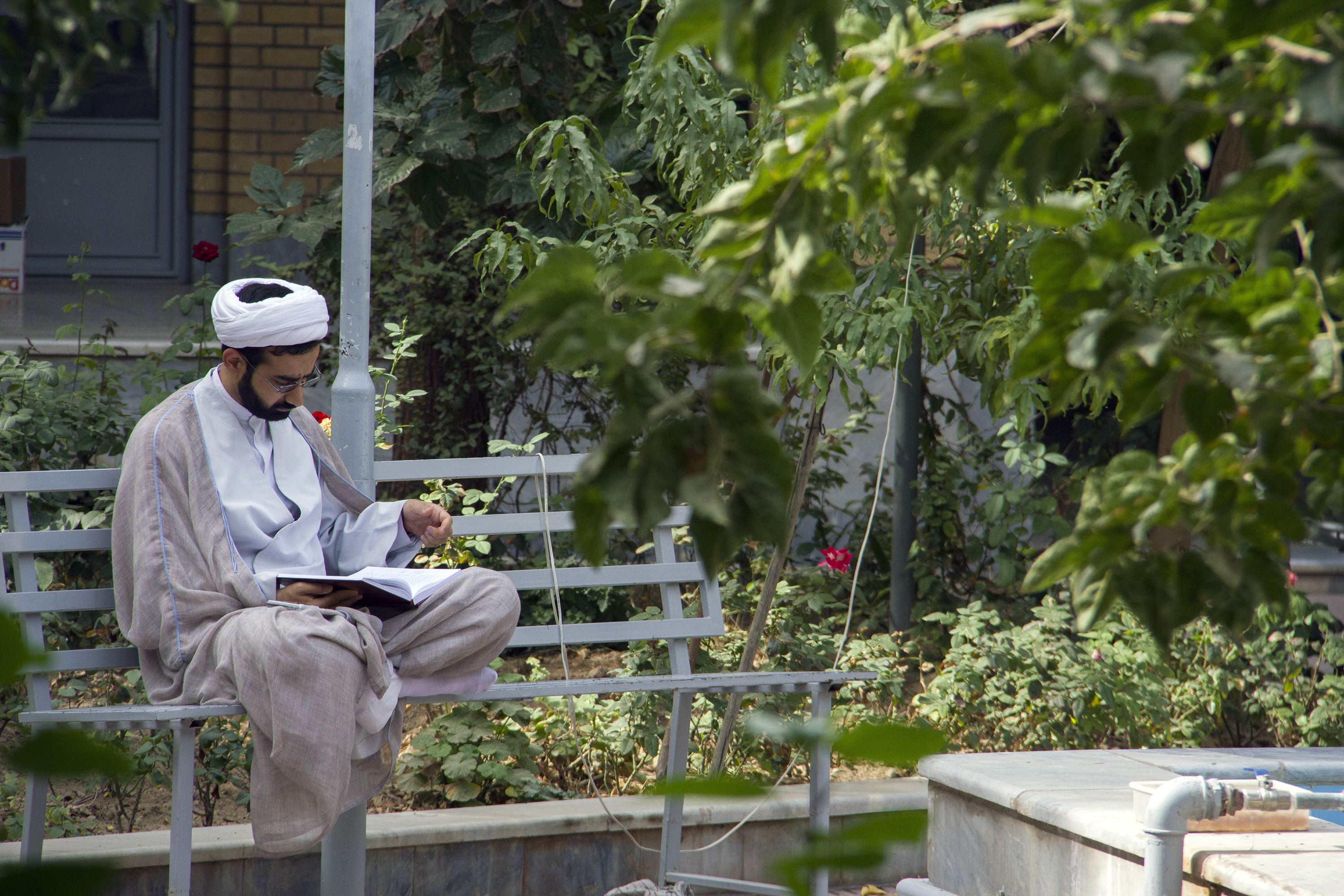
طلاب علوم دینی
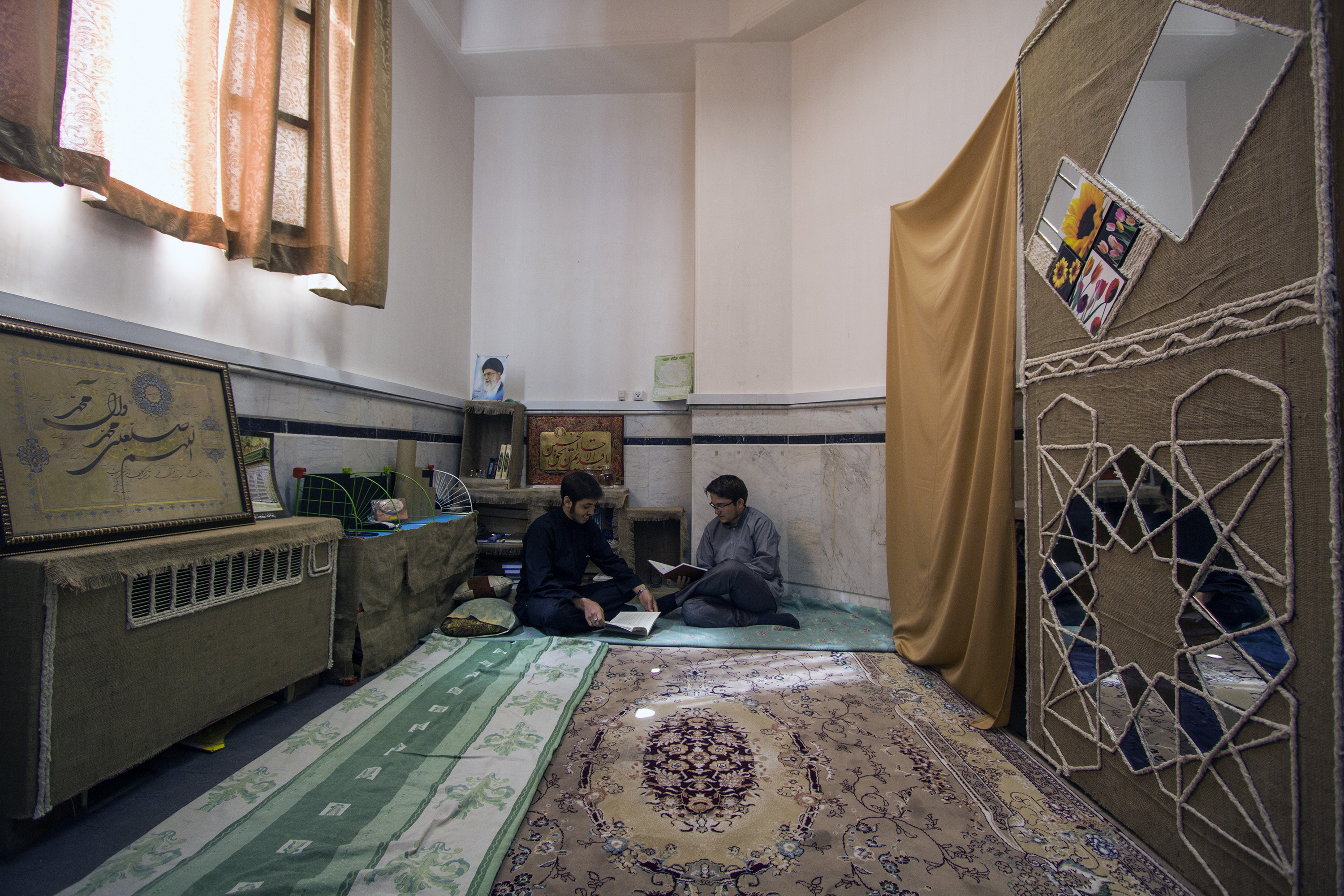
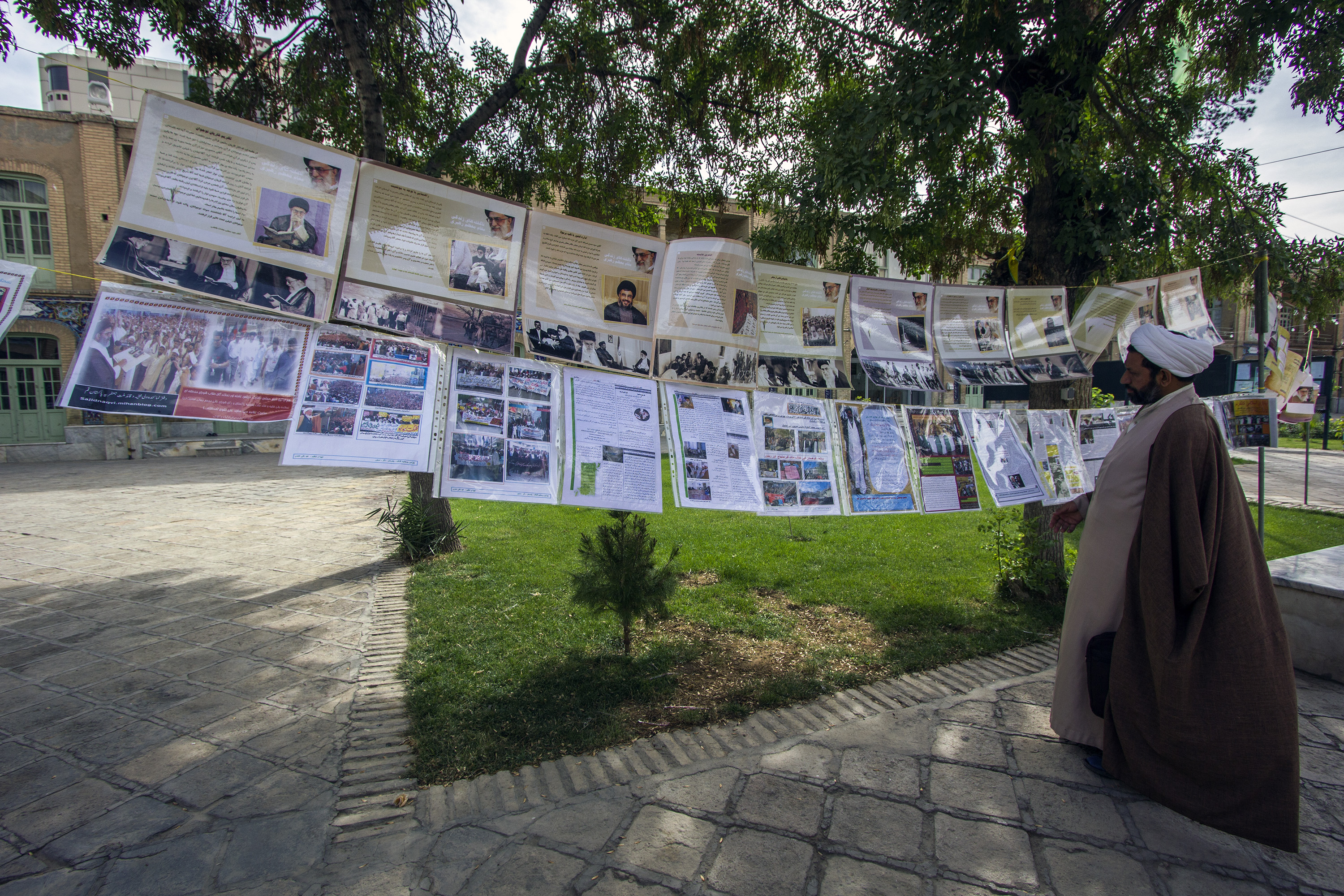
مدرسه حجتیه
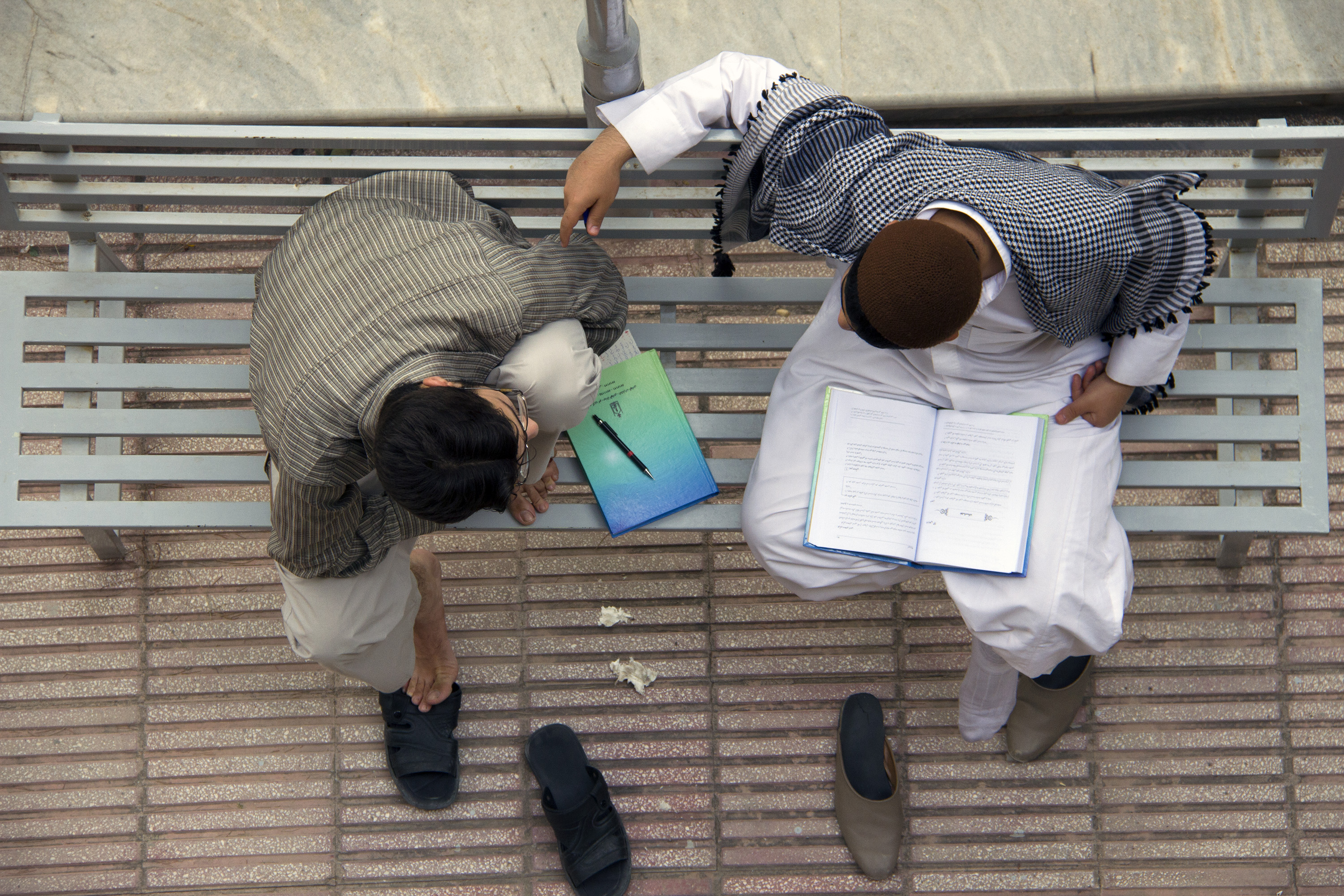
طلبه‌های مدرسه شهیدین قم